# Sapium eugeniaefolium
Sapium eugeniaefolium là một loài thực vật có hoa trong họ Đại kích. Loài này được Buch.-Ham. miêu tả khoa học đầu tiên năm 1832.